# Цереброваскулярні хвороби
Цереброваскулярні захворювання належать до найбільш розповсюджених неінфекційних хвороб і найчастіших захворювань нервової системи., а їх найнебезпечніша форма — гостре порушення мозкового кровообігу (ГПМК) — зустрічається частіше, ніж гострий інфаркт міокарду Часто інсультам передують короткочасні порушення мозкового кровообігу у формі транзиторної ішемічної атаки. В світі щороку реєструється понад 15 млн інсультів, і майже половина інсультів і третина смертей від інсульту спостерігається у віці молодше 70–75 років. З інсультами пов'язані 10 % всіх смертей (майже 6 млн на рік в світі), проте у більшості випадків наслідком ГПМК є не смерть, а обмеження життєдіяльності.

## Причини
До основних причин цієї патології відносять:
- генетичні фактори,
- зайву вагу і ожиріння,
- незбалансований раціон.

В середньому, 60 % хворих, що перенесли інсульт, мають стійкі неврологічні порушення, які перешкоджають їх повсякденній життєдіяльності. Так, наслідки інсультів часто призводять до порушень рухів (атаксія) та здатності до пересування, високого ризику падінь та переломів, зорових та мовних розладів (афазія), дисфункції тазових органів, порушень ковтання (дисфагія) та аліментарної недостатності, емоційних (депресія) та когнітивних (до ступеня деменції) розладів.